# 民主共和運動
民主共和運動（Democratic Republican Movement：MDR、フランス語: Mouvement démocratique républicain）は、1991年3月に結成されたルワンダの政党である。
元ルワンダ首相のディスマス・ンセンギヤレミエ(Dismas Nsengiyaremiye)や、
アガテ・ウィリンヂイマナ (Agathe Uwilingiyimana)、ベルナール・マクザは MDR のメンバーである。

## 結成
MDRは、グレゴワール・カイバンダ政権からジュベナール・ハビャリマナ政権へ移行したことで支配階級から排除されたフツ・エリート層を中心にして結成された政党である。
MDRの結成は1991年3月のことで、ハビャリマナ体制への反対者237名によって作られた。
1991年3月にルワンダは多党制へ移行し、MDRの他に社会民主党(PSD)、自由党(PL)、キリスト教民主党(PDC)の4つの政党が結成されたが、その中では最も早く結成された。
MDR-パルメフツの後継政党だが、MDR-パルメフツとは異なり、結成当初は反ツチの人間からは距離を置き、代わってルワンダ中央部出身者と友好関係を築き、ハビャリマナ体制に忠実なルワンダ北西部出身者に反対した。ただし、後述のように、派閥対立が原因となってやがてMDRは反ツチの政党に変質していく。
MDRの支持者はハビャリマナの前の大統領グレゴワール・カイバンダの本拠地ギタラマの出身者である。MDRは当時最大野党だった。

## 党分裂・急進化
幹部には、フォースタン・トゥワギラムング(Faustin Twagiramungu)、エマニュエル・ガピシ(Emmanuel Gapyisi)、ディスマス・ンセンギヤレミエ、フロデュアル・カラミラ(Froduald Karamira)、ドナト・ムレゴ(Donat Murego)などカイバンダ政権とつながりの強い人物が目立つ。この中には、フツ至上主義が含まれている。カラミラは「フツ・パワー」というスローガンを作り出した張本人、ムレゴは「社会革命」のイデオローグと言われた人物である。
1992年4月には、ルワンダ首相にンセンギヤレミエを就任させることに成功し(任期は1992年4月から1993年7月まで)、1992年8月の党大会で、トゥワギラムングを党首兼政治局幹部委員長に、ンセンギヤレミエを第1副委員長、ムレゴを第2副委員長、カラミラを書記局長に選出した
。
1993年7月、ンセンギヤレミエの首相退任時に、次期首相として同じMDRからアガテ・ウィリンヂイマナが任命されたが、これをめぐって党内で対立が顕在化、党は分裂した。MDRの多数派を握ったのはカラミラ、ムレゴらで、一方トゥワギラムングとウィリンヂイマナは党を除名された。
同年8月に締結されたアルーシャ協定では、移行政権の首相としてトゥワギラムングが指名されたことから、MDR主流派はアルーシャ協定履行反対を主張し始めた。
さらに、開発国民革命運動(MRND、1991年7月5日以降は民主主義・開発国民共和運動(MRNDD))や共和国防衛同盟(CDR)へ接近し、急進化し始めた。

## インクバ
MDRは、MRNDやCDR、PSDと同様に民兵組織を持っていた。MDRの民兵組織はインクバ(Inkuba)で、ルワンダ語で「雷」を意味する。元は青年部だったものが次第に民兵化した点はインテラハムウェと同様である。ルワンダ大虐殺では、その他の民兵組織と同様にインクバもツチの虐殺を行った。

## 注
1. ↑  ルワンダでは、1959年にムワミ、ムタラ・ルダヒグワ(Mutara Rudahigwa)がブジュンブラで謎めいた死を遂げた事件後発生した国内動乱と、それに続くツチによる支配制度の崩壊、フツの権力掌握の一連の事件を指して、社会革命と呼んでいる[8]。